# Chất thức thần

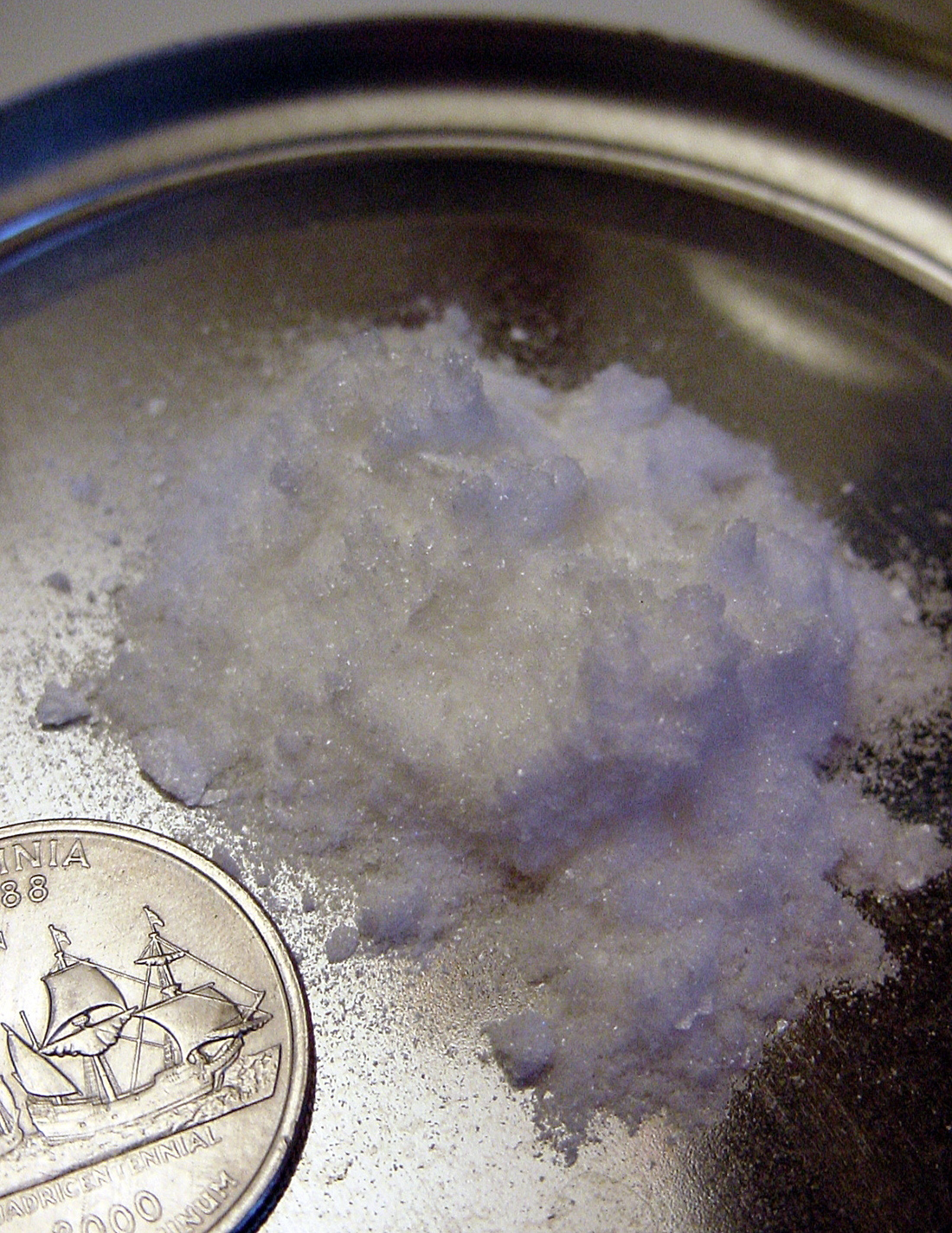
Mescaline tổng hợp. Mescaline là hợp chất thức thần đầu tiên được chiết xuất và phân lập.

Chất thức thần (tiếng Anh: psychedelic) là loại chất có hoạt động chính là kích hoạt trải nghiệm ảo giác thông qua chủ vận động thụ thể serotonin (còn gọi là trải nghiệm thức thần hay "trip"), gây ra thay đổi suy nghĩ và thay đổi thị giác/thính giác, và trạng thái biến đổi của ý thức. Các loại thuốc thức thần chính bao gồm mescalin, LSD, psilocybin và DMT. Trong thực tế, hai nghiên cứu được tiến hành bằng cách sử dụng psilocybin trong một thiết lập tâm lý trị liệu cho thấy thuốc này có thể hỗ trợ điều trị nghiện rượu và nicotin.
Khác với các loại thuốc thần kinh khác, chẳng hạn như chất kích thích và thuốc opioid, chất thức thần có xu hướng thay đổi chất lượng bình thường của kinh nghiệm có ý thức. Trãi nghiệm ảo giác từ chất thức thần có thể được so sánh với trải nghiệm cận tử. Hầu hết các loại chất thức thần rơi vào một trong ba họ của các hợp chất hóa học: tryptamine, phenethylamine, hoặc lysergamide (LSD vừa được xem là một tryptamine và một lysergamide).
Nhiều loại chất thức thần bất hợp pháp trên toàn thế giới theo các công ước của Liên Hợp Quốc, ngay cả việc sử dụng trong nghiên cứu cũng rất khắt khe. Bất chấp những nguy hiểm và quy định, việc sử dụng các chất này để giải trí là khá phổ biến.

## Các ví dụ

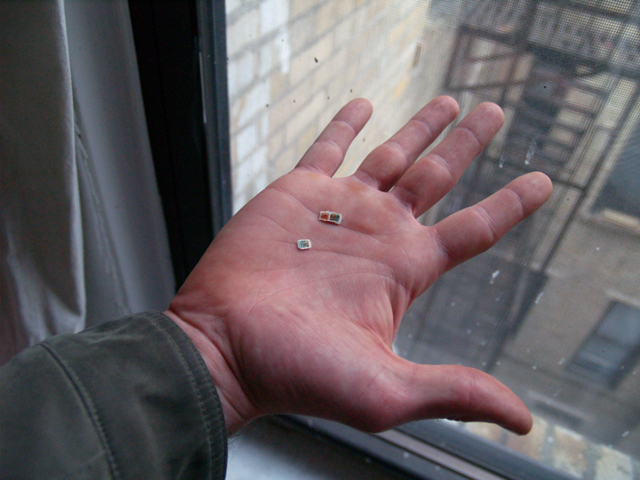
Các liều dùng LSD (lysergic acid diethylamide)

- 2C-B (2,5-dimethoxy-4-bromophenethylamine)
- DMT (N,N-dimethyltryptamine)
- LSD (Lysergic acid diethylamide)
- Mescaline (3,4,5-trimethoxyphenethylamine)
- Psilocin (4-HO-DMT) là dạng chuyển hóa có hoạt tính dephosphoryl của alkaloid indol psilocybin.